# Francesco Gonzaga (1546-1620)
Francisco Gonzaga O.F.M., (Gazzuolo, 31 de julio de 1546 - Mantua, 11 de marzo de 1620) fue un prelado católico, que sirvió como Obispo de Mantua (1593-1620), Nuncio Apostólico en Francia (1596-1599), Obispo de Pavía (1593) y Obispo de Cefalú (1587-1593).

## Biografía
Francisco fue el quinto hijo de Carlo Gonzaga, Marqués de Gazzuolo y Conde de San Martín y su esposa, Emilia Cauzzi Gonzaga, hija natural de Federico II Gonzaga, Duque de Mantua, con su amante Isabella Boschetti. 
Tras quedar huérfano de padre en 1555, es enviado a la corte de Felipe II en Flandes para hacer carrera militar, pero en su lugar sigue al rey a España, donde madura su vocación religiosa. Decide entrar en la Orden de Hermanos Menores, asumiendo el nombre de Francisco, y completa sus estudios en Alcalá de Henares hasta ser ordenado sacerdote en Toledo en 1570. Tras ello, regresa a Italia para dedicarse a la enseñanza de la teología. 
Fue ordenado sacerdote en la orden de hermanos menores observantes (O.F.M.). El 26 de octubre de 1587 fue nombrado Obispo de Cefalú durante el papado de Sixto V. El 15 de noviembre de 1587 fue consagrado Obispo de Mantua y el 30 de abril de 1593, durante el papado de Clemente VIII, fue nombrado Obispo de Pavía. Sirvió como Nuncio Apostólico en Francia, durante cuyo mandato participó en la reconciliación de Francia y España que concluyó con la Paz de Vervins de 1598.

## Obra
- De origine Seraphicae Religionis Franciscanae eiusque progressibus, Roma 1587.

- Datos: Q566858
- Multimedia: Francesco Gonzaga, Bishop of Mantua / Q566858